# Francisco Higuera
Francisco Higuera, né le 30 janvier 1965 à Escurial (Espagne), est un footballeur espagnol, qui évoluait au poste de milieu offensif au RCD Majorque, au Real Saragosse, au CF Puebla et au Xerez CD ainsi qu'en équipe d'Espagne.
Higuera marque un but lors de ses six sélections avec l'équipe d'Espagne entre 1992 et 1995.

## Carrière
- 1982-1988 : RCD Majorque
- 1988-1997 : Real Saragosse
- 1997-1998 : CF Puebla
- 1998-2000 : Xerez CD  [2]

## Palmarès

### En équipe nationale
- 6 sélections et 1 but avec l'équipe d'Espagne entre 1992 et 1995.

### Avec le Real Saragosse
- Vainqueur de la Coupe d'Europe des vainqueurs de coupe en 1995
- Vainqueur de la Coupe d'Espagne en 1994